# Яремная вена
Яре́мные вены (лат. venae jugularis) — несколько парных вен, располагающихся на шее и уносящих кровь от шеи и головы; принадлежат к системе верхней полой вены.

## Анатомия
Существует три пары яремных вен:

### Внутренняя яремная вена
Внутренняя яремная вена (лат. v. jugularis interna) — самая крупная, является основным сосудом, выносящим кровь из полости черепа. Она является продолжением сигмовидного синуса твёрдой мозговой оболочки и начинается от яремного отверстия черепа луковицеобразным расширением (верхней луковицой яремной вены, лат. bulbus jugularis superior). Далее она спускается по направлению к грудино-ключичному сочленению, будучи прикрытой спереди грудино-ключично-сосцевидной мышцей. В нижних отделах шеи вена находится в общем соединительнотканном влагалище вместе с общей сонной артерией и блуждающим нервом, при этом вена располагается несколько более поверхностно и латеральнее артерии. За грудино-ключичным суставом внутренняя яремная вена сливается с подключичной (здесь имеется нижняя луковица яремной вены, лат. bulbus jugularis inferior, над и под которой находится по одному клапану), образуя плечеголовную вену.

### Наружная яремная вена
Наружная яремная вена (лат. v. jugularis externa) — меньше по диаметру, располагается в подкожной клетчатке, идёт по передней поверхности шеи, в нижних отделах отклоняясь латерально (пересекая задний край грудино-ключично-сосцевидной мышцы примерно на уровне его середины). Эта вена хорошо контурируется при пении, крике или кашле, собирает кровь от поверхностных образований головы, лица и шеи; иногда используется для катетеризации и введения лекарственных средств. Внизу прободает собственную фасцию и впадает в подключичную вену.
В наружную яремную вену впадают следующие вены:
- Задняя ушная вена (лат. v. auricularis posterior), собирает венозную кровь из поверхностного сплетения, располагающегося позади ушной раковины. Она имеет связь с v. emissaria mastoidea.
- Затылочная вена (лат. v. occipitalis) собирает венозную кровь от венозного сплетения затылочной области головы, которая кровоснабжается одноименной артерией. Она впадает в наружную яремную вену ниже задней ушной. Иногда, сопровождая затылочную артерию, затылочная вена впадает во внутреннюю яремную вену.
- Надлопаточная вена (лат. v. suprascapularis), сопровождает одноимённую артерию в виде двух стволов, которые соединяются и образуют один ствол, впадающий в концевой отдел наружной яремной вены или в подключичную вену.

### Передняя яремная вена
Передняя яремная вена (лат. v. jugularis anterior) образуется из кожных вен подбородочной области, откуда направляется вниз вблизи средней линии, залегая вначале на наружной поверхности челюстно-подъязычной мышцы (лат. m. mylohyoideus), а затем — на передней поверхности грудино-подъязычной мышцы (лат. m. sternohyoideus). Над яремной вырезкой грудины передние яремные вены обеих сторон вступают в межфасциальное надгрудинное пространство, где соединяются между собой посредством хорошо развитого анастомоза, называемого яремной венозной дугой (лат. arcus venosus juguli). Затем яремная вена отклоняется кнаружи и, пройдя позади грудино-ключично-сосцевидной мышцы (лат. m. sternocleidomastoideus), впадает в наружную яремную вену перед впадением её в подключичную вену, реже — в последнюю. Как вариант можно отметить, что передние яремные вены обеих сторон иногда сливаются, образуя срединную вену шеи.